# Rue Desaix (Paris)
Pour les articles homonymes, voir Desaix (homonymie).
La rue Desaix est une rue du 15e arrondissement de Paris.

## Situation et accès
Située dans le 15e arrondissement, quartier de Grenelle, la rue Desaix, d'une longueur de 402 mètres, commence au 38, avenue de Suffren et finit au 99, boulevard de Grenelle.

## Origine du nom
La rue est nommée en référence au général Louis Charles Antoine Desaix, né en 1768, vainqueur de la bataille de Marengo, au cours de laquelle il trouve la mort le 14 juin 1800.

## Historique
Cette rue qui existe depuis le XVIIIe siècle a porté les noms de « chemin des Charbonniers » puis « chemin de l'Orme-de-Grenelle » et « rue Saint-Dominique » en 1798. Elle a pris son nom actuel le 14 fructidor an X (1er septembre 1802).
La rue délimite une partie du périmètre de la ZAC Dupleix.

## Bâtiments remarquables et lieux de mémoire
- No 14 : théâtre Comédie Tour Eiffel.
- No 26 : Direction de l'information légale et administrative (DILA) et siège du Journal officiel de la République française.

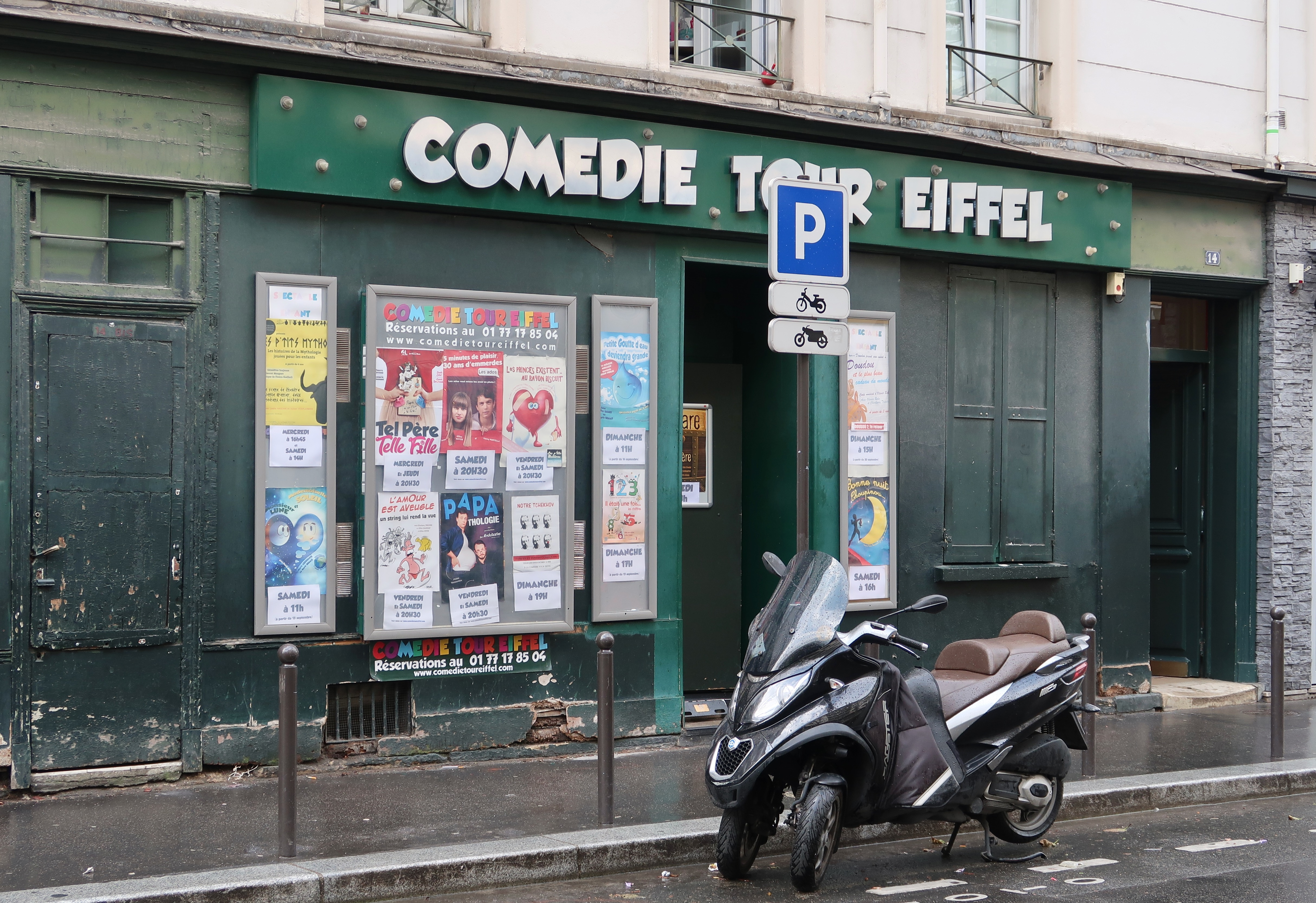
No 14.